# 逎县 (西汉)
逎县，中国古县名。
西汉改逎侯国置，治所在今河北省涞水县北。属涿郡。东汉改置为侯国，徙治今涞水县。三国曹魏时，复为县。北魏时，改为遒县，北周大象二年（580年）省，并入涿县。